# Psilomerus brachialis
Psilomerus brachialis är en skalbaggsart som beskrevs av Louis Alexandre Auguste Chevrolat 1863. Psilomerus brachialis ingår i släktet Psilomerus och familjen långhorningar.
Artens utbredningsområde är Filippinerna. Inga underarter finns listade i Catalogue of Life.